# Németh Lajos (művészettörténész)
Németh Lajos (Budapest, 1929. december 4. – Budapest, 1991. szeptember 4.) Széchenyi- és Munkácsy Mihály-díjas művészettörténész, egyetemi tanár, az MTA levelező tagja.

## Életútja

### Tanulmányai
Felsőfokú tanulmányait az Eötvös Loránd Tudományegyetem művészettörténet–muzeológus szakon folytatta 1948-1952 között. Egyetemi évei alatt a NÉKOSZ, majd az Eötvös Kollégium tagja volt. Tanulmányai befejeztével Zádor Anna javaslatára Körner Évával együtt gyakornokként dolgozott a tanszéken, majd Fülep Lajos mellett aspiráns volt. 1954 és 1956 között a MDP Kulturális és Tudományos Osztályának munkatársa. 1957-től a Művészettörténeti Dokumentációs Központ tudományos főmunkatársaként, majd megbízott vezetőjeként működött, az MDK utódaként 1969-ben megalakult MTA Művészettörténeti Kutatócsoport főmunkatársa volt 1979-ig, a Művészettörténet tanszékre tanszékvezetővé való kinevezése után másodállásban az intézmény tudományos tanácsadójaként dolgozott. 1956-ban Hollósy Simon és kora művészete címmel védte meg kandidátusi disszertációját, 1968-ban Csontváry Kosztka Tivadar című disszertációjával elnyerte a rművészettörténeti tudományok doktora tudományos fokozatot. 1969-től az ELTE Népművelési szakán tanított művészettörténetet, 1974-től egyetemi tanár, 1979–1991 közt az ELTE Művészettörténeti Tanszékén tanított tanszékvezető egyetemi tanári beosztásban. 1990-ben az MTA levelező tagjává választották.

### Munkássága
Művészettörténeti kutatásai a teljes 19. és 20. századi magyar és egyetemes művészettörténet területére kiterjedtek. Átfogó és az egyes képzőművészek munkásságának monografikus feldolgozásai az alapkutatások sorába tartoznak. Csontváry Kosztka Tivadarról írt tanulmányai a Csontváry-kutatás alapművei, amelyeket több nyelvre (francia, román, német stb.) lefordítottak.
A képzőművészeti stílusirányokban való jártassága révén számos kötet lektora, bevezetőjének vagy utószavának írója, mintegy a kötetek szakmai ellenőre és bemutatója. Ernst Hans Gombrich: A művészet története című kötetének 1974-es magyar fordítása Németh Lajos utószavával jelent meg. Figyelemmel kísérte a magyar neoavantgárd törekvéseket, amelyek az 1960-as és az 1970-es évektől jelentkeztek Magyarországon. Az 1969-es Iparterv-kiállítás egyik tárlatát Németh Lajos mutatta be. A kortárs képzőművészeti alkotásokat bemutató kiállítások kommentárjaival, katalógusaival egyszerre segítette és népszerűsítette a modern magyar képzőművészeti törekvéseket.

### Tudományos tisztségei
- MTA Művelődéstörténeti és Művészettörténeti Bizottsági tag
- A Vizuális Kultúra kutatási munkabizottság elnöke
- A Soros Alapítvány Kortárs Művészeti Központ kuratóriumának tagja (1985-1991)[3]

### Díjak, elismerések
- Pasteiner Gyula-emlékdíj (1965);
- Ipolyi Arnold-emlékérem (1979);
- Martyn Klára-díj (1987);
- Munkácsy-díj (1987);
- Pro Universitate Emlékérem (1987);
- Széchenyi-díj (1991)
- Művészeti Alap nagydíja (1991)

### Emlékezete
Tiszteletére alapították 2000-ben a Németh Lajos állami művészeti díjat, amely a kortárs képzőművészettel foglalkozó művészettörténeti szakírók elismerését szolgálja.
Kéziratos hagyatékát a Magyar Tudományos Akadémia Művészettörténeti Kutató Intézete őrzi.

### Kötetei (válogatás)[5]
- Hollósy Simon és kora művészete. Budapest : Képzőművészeti Alap K., 1956. 161 p. 72 t.
- Piero della Francesca. Budapest. 1958. (Műv. kiskönyvt. 8.)
- A két világháború közti magyar képzőművészet (1919-1945). in: Magyar művészet 1800-1945. Budapest. 1958. pp. 370–468.[6]
- Képzőművészet a XX. század elején. Budapest : Gondolat : Képzőművészeti Alap, 1959. 99 p. ill.
- Nagy Balogh János. [Fotók Petrás István]. Budapest : Képzőművészeti Alap Kiadóvállalata, 1960. 153 p. ill.
- Csontváry Kosztka Tivadar. Budapest : Corvina, 1964. p. 197. 24. t.[7]
- Mednyánszky - Csontváry - Egry. Budapest : Képzőművészeti Alap, 1966. 31 p.
- Modern magyar művészet. Budapest : Corvina, 1968. 192 p. 72 t.[8]
- A művészet sorsfordulója. Budapest : Gondolat, 1970. 332 p. 16 t.
- Minerva baglya. Budapest : Magvető, 1973. 206 p.
- A 19. század művészete : a historizmustól a szecesszióig. Budapest : Corvina, 1974. 225 p. 8 t.
- Ország Lili. Budapest : Képzőművészeti Alap, 1974. 46 p. ill.
- Kondor Béla. Budapest : Corvina Kiadó Vállalat, 1976. p. 33. 25 t.[9]
- Csontváry-emlékkönyv : válogatás Kosztka Tivadar írásaiból és a Csontváry-irodalomból: Művészet és elmélet. Gerlóczy Gedeonnal. Budapest : Corvina, 1976. 296 p.[10]
- Kmetty János festőművész emlékkiállítása : Műcsarnok, 1977 / rend. Ury Endréné ; bevezetés Németh Lajos, Frank János. Budapest : M. Hirdető, 1977. [30 fol.] ill.
- A hetvenes évek képzőművészetéről és építészetéről. in: Az 1970-es évtized a magyar történelemben. Budapest. 1980. pp. 68–71.
- A magyarországi művészet története. Magyar művészet 1890-1919. Szerk. és tanulmányok jelentős részét írta. Budapest : Akadémiai kiadó 1981.
- Magyar képzőművészet a 19. sz. derekán. in: A művészet története Magyarországon a honfoglalástól napjainkig. Budapest : Gondolat 1983. pp. 332–431.
- Törvény és kétely. A művészettörténet-tudomány önvizsgálata. Budapest : Gondolat 1992 p. 281